# Краузольд, Александр Эммануилович
Александр Эммануилович Краузольд  (10 сентября 1815 —  21 июля 1892, Санкт-Петербург) — русский военачальник, инженер-генерал (1891).

## Биография
Родился в 1815 году, по вероисповеданию лютеранин. В 1832 году окончил Главное инженерное училище в Санкт-Петербурге, а в 1834 году — Офицерские классы при нём же, после чего выпущен подпоручиком в инженерные войска. 
На протяжении следующих двадцати лет служба Краузольда проходила без особых отличий, и, вероятно, без особых происшествий. К 1848 году он был только капитаном.
С началом Крымской войны, Краузольд, уже будучи майором, был отправлен (в 1854 году) во главе инженерной команды на российские Аландские острова, которые стали мишенью для атаки британского флота. Принимал участие в боевых действиях, в целом неудачных для России в силу превосходства в силах со стороны противника на этом направлении.
По окончании Крымской войны произведён в подполковники и направлен руководить военными инженерами в крепости Ревеля (Таллинна). В 1860 году руководил восстановлением крепости Свеаборг (ныне — Суоменлина), прикрывающей с моря город Гельсингфорс (Хельсинки).
В дальнейшем служил в Санкт-Петербурге на различных должностях в Главном Инженерном Управлении. Генерал-майор (1872), генерал-лейтенант (1882). Был уволен в отставку в 1891 году с чином инженер-генерала.
В браке имел дочерей: Софью (1842—1912), которая была замужем за генералом от инфантерии Дмитрием Модестовичем Резвым (1843—1912), и Луизу, которая была замужем за офицером Владимиром Васильевичем Поповым. Имел также брата, Евгения Эммануиловича Краузольда, который служил по гражданской части, и по состоянию на 1874 год не продвинулся далее коллежского асессора. 
Генерал Краузольд скончался в Санкт-Петербурге в 1892 году.